# Edwin Sierra
Edwin Sierra Enríquez (Cusco, 11 de agosto de 1971) es un comediante, actor, cantante, locutor e imitador peruano. Conocido por su personaje recurrente la Fuana y ser el conductor del programa cómico radial Qumbias y risas, de Radio Nueva Q.

## Biografía
Edwin nació el 11 de diciembre de 1971 en el distrito de Santiago, departamento del Cusco.
Tiempo después vivió su adolescencia a Lima, en el distrito de La Victoria, con un estilo de vida de clase humilde. Edwin integró como parte del elenco del programa cómico Risas de América en 1997 y participó posteriormente como elenco de Amigos de la risa junto a Fernando Armas. En 1998, Sierra participó en la radio junto a Manolo Rojas en el programa Los magníficos de la noticia.
En 2005, se integró al elenco de Recargados de risa hasta su renuncia en 2009. Con la participación en eventos televisivos y desde 2000 en los cirquences, Edwin personificó a Cantinflas, Raúl Romero y su propio personaje inspirado en el mito de la charapa ardiente: la Fuana.
Edwin destacó su talento a nivel internacional con la interpretación del Chavo donde conoció personalmente a Chespirito en 2000. En 2003, la cadena Univision solicitó a Sierra, Manolo Rojas y Alfredo Benavides para elaborar un piloto para una posible internacionalización. En 2012, asistió al programa Don Francisco presenta para realizar un homenaje como representante de Univision. En mayo de ese año, participó en el concurso anunciado por Don Francisco donde participaron otros imitadores de varias nacionalidades llegando a alcanzar el primer lugar. Según la CNN, califica como el mejor imitador por su caracterización física y su estudio de los gestos del Chavo, al detalle. En 2015, condujo el programa Igualitos, con lo que sería su última aparición en la pantalla chica. En ese mismo año, se reunió con el actor cómico mexicano Carlos Villagrán para hacer una escenificación en un programa de Panamericana Televisión.
En 2009, consiguió protagonizar su propio programa de televisión para Panamericana hasta su cancelación en 2010.
Actualmente, conduce el programa radial Qumbias y risas, de la emisora Radio Nueva Q, que conduce desde 2010, donde comparte junto con Óscar del Río. El programa se emite en la mañana e incluye segmentos informativos en clave de humor. En una entrevista para La República de 2021, señaló que su interés exclusivo en la radio le mantiene alejado de la televisión.

## Vida privada
Anteriormente, Edwin tuvo una relación con la bailarina Paola Ruiz.
En 2009, confirmó su noviazgo con la cantante colombiana Milena Zárate, con quien tuvo a su hija Kristel Sierra. En 2013, la pareja anunció su separación.
En una entrevista con Beto Ortiz, la expareja confesó que Edwin le había sido infiel con su propia hermana Greysi Ortega, quien en esa época era menor de edad. Con esto, abandonó públicamente su carrera en la televisión. Parte del conflicto inspiró un capítulo de la serie de televisión Amores que matan, narrada por la actriz peruana Mónica Sánchez.
En 2015, tras una votación del Colegio de Periodistas del Perú, se le eligió como el humorista más grosero en los Premios Sombras.
En ese mismo año, contrae una relación sentimental con la empresaria peruana Pilar Gasca hasta 2023.

## Carrera como cantante
En 2005, debutó con el tema «Más me pegas, más te quiero» para promocionarse en la radio local.
En 2015, Sierra estrenó el tema musical «Llámame». En este tema, intérpretó al personaje creado por él, la Fuana, y fue el tema principal de su propia película, ¿Mi novia es él?, estrenada en 2019, donde es protagonista junto con el actor colombiano Gregorio Pernía y la modelo peruana Melissa Paredes.
Tras el éxito de «Llámame» y de su propia película, a inicios de 2020, lanzó su segundo tema musical, «Juana, pélame la banana», donde fue un éxito y se estrenó en su propio programa radial. En ese videoclip, contó con la participación de su pareja Pilar Gasca.
En 2021, lanzó su tercer tema musical: «Bebita tú, bebita yo».

## Créditos

### Películas
- ¿Mi novia es él? (2019)

### Televisión
- Matatiru (1989), Televisión Nacional del Perú[8]
- Risas de América (1997-1999, 2001-2004), América Televisión
- Los amigos de la risa (1997-1999), América Televisión[8]
- Fuana, la charapa (2000), América Televisión[8]
- Recargados de risa (2005-2009), América Televisión
- Sábado de risas (2009-2010), Panamericana Televisión[17][30][31] y RBC[32]
- El estelar del humor (2011), ATV[33]
- Qué tal sábado (2013), Frecuencia Latina[34][35]
- Igualitos (2015), Panamericana Televisión[36]

### Radio
- Lo bueno, lo malo y lo feo (1990-1991), Radio Moderna
- Los magníficos de la noticia (1999-2001), Radio Inca Sat
- Los magníficos del humor (2009), Radio Karibeña
- Qumbias y risas (2010-presente), Radio Nueva Q

## Reconocimientos
- Fue reconocido por la Universidad Católica del Perú como emprendedor cultural 2013.[37]
- La Asociación Peruana de Autores y Compositores (Apdayc) le otorgó el Premio Estímulo Eduardo Márquez Talledo por la cumbia Llámame a través de su personaje la Fuana.[38][39]
- En 2016, el Congreso de la República del Perú lo condecoró como el artista cómico radial más destacado del año.[7][40][41]